# Левицький Модест Пилипович
Моде́ст Пили́пович Леви́цький (13 (25 липня за новим стилем) 1866, с. Вихилівка — 16 червня 1932, Луцьк) — український письменник, культурний діяч, педагог, лікар і дипломат.

## Біографія
Народився у графській сім'ї в селі Вихилівка Проскурівського повіту Подільської губернії за 18 верст від повітового міста Проскурова (нині Хмельницький). Походив з давнього шляхетського роду. Був сином мирового судді та внуком священика села Олешин на Поділлі (нині Хмельницького району Хмельницької області), де представники роду Левицьких віддавна виконували обов'язки духівників.
Молодша сестра Модеста — знана серед паризької богеми початку XX століття художниця Софія Левицька.
У 1885 році закінчив Кам'янець-Подільську гімназію , 1888 року — історико-філологічний, а 1893 року — медичний факультети Київського університету, де зацікавився ідеями народництва та революційно-демократичним рухом. Від 1893 — земський лікар Ананьївського повіту, потоваришував там з Є.Чикаленком; 1894—98 — повітовий лікар Ковеля, став другом і лікарем сім'ї П.Косача. Згодом — земський лікар у Боярці, тісно співпрацював з київською Старою громадою.
Вступив на медичний факультет з єдиним наміром — бути домашнім лікарем дружині Зінаїді, що хворіла на сухоти, та стати мужицьким «дохтуром», щоб пізнати життя.
Один із засновників Української радикальної партії (згодом — Українська радикально-демократична партія). Від 1905 — директор фельдшерської школи і притулку для покинутих дітей у Києві, 1906 — член редколегії газети «Громадська думка», член Київського товариства «Просвіта» імені Тараса Шевченка (1906—1909), видрукував за сприяння останнього кілька своїх медичних брошур. 1907 оприлюднив свій перший збірник оповідань.
У 1909–1912 роках він жив у містечку Радивилові, де працював залізничним лікарем. Живучи у Радивилові поблизу Бродів (між Львовом та Рівним), Модест Пилипович сприяв пересиланню українських патріотичних книжок зі Львова через кордон у Київ, де на такі видання існувала заборона. У 1911 році за наполяганням письменника було отримано дозвіл від генерал-губернатора на проведення в Радивилові «святочної академії» на честь Тараса Шевченка. Але коли почалося декламування його віршів, поліція вдарила на сполох і учасників зібрання розігнала. У 1912 році Левицький улаштував у місті Кременці (тоді Радивилів входив до Кременецького повіту) виставку-продаж книжок, нелегально розповсюджував заборонені видання. У тому ж році письменника в адміністративному порядку вислали з Радивилова. Але він, оселившись у Білій Церкві, продовжував підтримувати листування з радивилівськими друзями. Наприклад, важливу роль у його житті відіграла дружба з хірургом Петром Дмитровичем Шепченком.
З 1912 мешкав у Білій Церкві, в березні 1917 очолив там місцеву «Просвіту». Був ініціатором створення спілки «Просвіт» Васильківського повіту. У вересні 1917 року на першому Всеукраїнському з'їзді «Просвіт» обраний до центрального бюро товариств «Просвіта» від Київської губернії.
У 1917–1920 роках письменник підтримував ідею створення самостійної Української держави. 17 березня 1918 року М.Левицького було затверджено тимчасовим представником уряду УНР у Османській імперії.
В Українській державі (1918) зайняв посаду головного санітарного лікаря залізниць України, став директором культурно-освітнього відділу міністерства шляхів. Від січня 1919 — радник української дипломатичної місії в Греції, згодом — її голова.

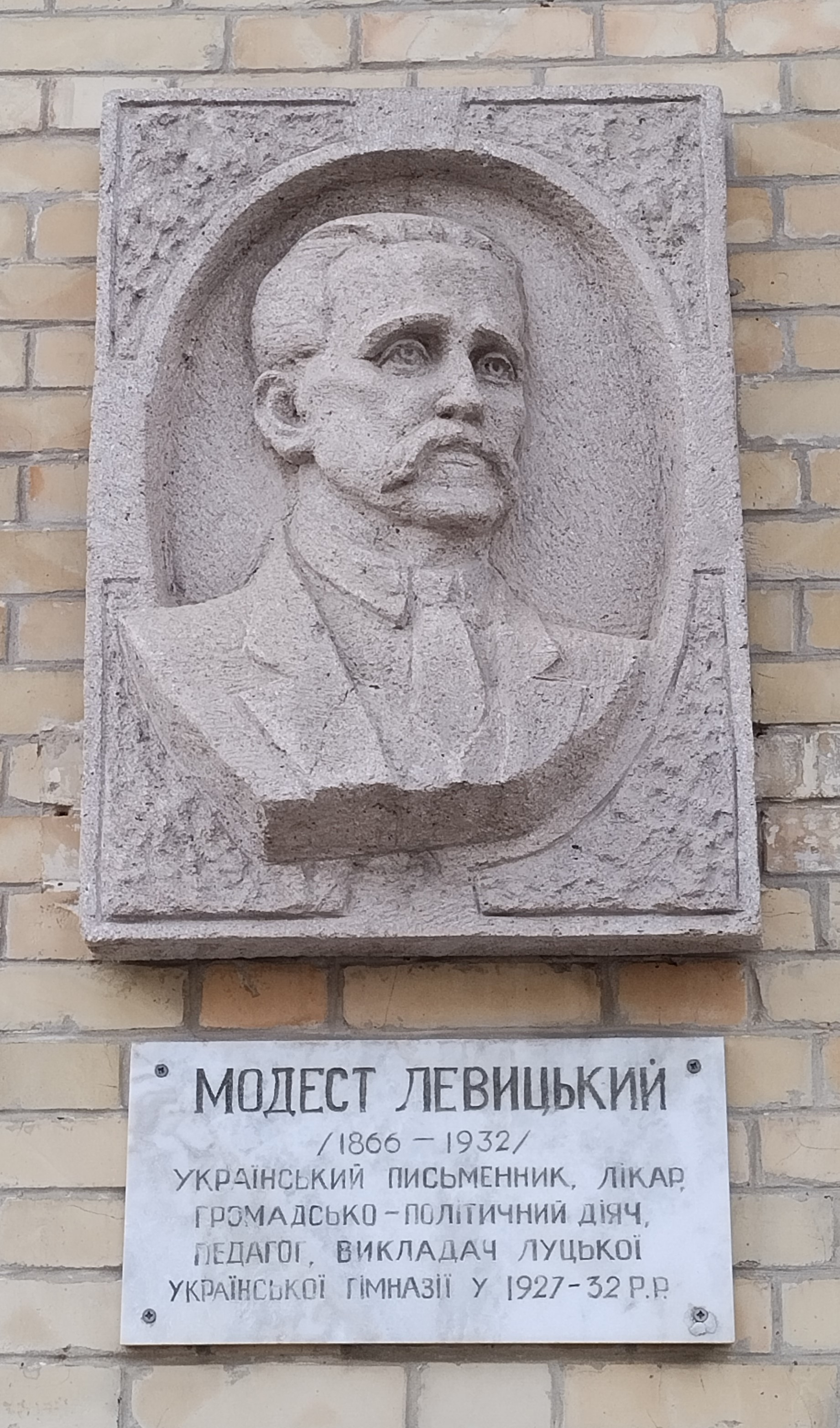
Меморіальна дошка Модесту Левицькому в Луцьку

Недостатньо досліджені такі сторінки біографії, як керівництво дипломатичною місією УНР у Грецькому королівстві, міністерством здоров'я уряду УНР на вигнанні (в Польщі), викладацька робота в Українській господарчій академії у Подебрадах (Чехословацька республіка). Модест Левицький — також автор граматики української мови, науково-популярних творів із медицини.
З 1920 жив у Відні. В серпні 1921 року у Відні М. Левицький та представник УСРР Кудря проводив перемовини з метою залучення української інтелігенції, що емігрувала в Австрію, до співпраці з радянським урядом та організації повернення в УСРР.
Пізніше мешкав у м. Тарнів (Польща), був міністром здоров'я Державного центру УНР на еміграції. Керував туберкульозним санаторієм для вояків Армії УНР (Закопане, Польща). 1922—27 — лікар і викладач Української господарської академії в Подєбрадах (Чехословацька республіка).
З серпня 1927 — викладач української мови в гімназії товариства «Рідна школа» (Луцьк). Земляки-сучасники називали його «батьком Волині».
Помер у Луцьку, де і похований.

## Творчість
У 1901 почав публікуватися в «Киевской старине», від 1902 — у «Літературно-науковому вісникові». 1903 поклав на музику низку віршів Б. Грінченка, Лесі Українки та ін. (збірку заборонила цензура).
Великий вплив на Модеста справили твори Лесі Українки, у фондах літературно-меморіального музею в селі Колодяжному на Волині є відомості про те, що він бував у неї, консультував її як лікар, читав свої оповідання. До речі, в основу деяких із них покладено радивилівські враження. Ось, наприклад, оповідання-бувальщина «Ніобея». Пізньої осені до єврейського заїзду в маленькому містечку на Волині приїхала група артистів. Одна з артисток, Настя, погано себе почуває, вона хвора. До того ж переживає за дочку Наталочку, яка тяжко занедужала і яку довелося залишити в Дубні, адже артисти мусять виступати будь-що. Настя має вийти на сцену, вона грає головну роль Ніобеї, і якщо відмовиться — її викинуть із трупи. До хворої викликали лікаря. Виступ усе-таки відбувся, Настя сподобалася глядачам, але, граючи роль матері-страдниці, котра втратила дітей, не знала того, що ще перед початком вистави надійшла телеграма про смерть дочки. Неважко здогадатися, що в ролі лікаря письменник вивів себе й описав те, що, очевидно, насправді сталося в Радивилові.
В оповіданні «Законник» дія відбувається в камері в'язниці. Один із затриманих, судячи з його розповіді, з Радивилова, де зовсім різні інтереси відстоювали українці та місцеві євреї, з одного боку, і російські чиновники, з другого. З'ясовується, що всіх затримано за агітацію напередодні виборів. Причому «истинно русским» людям, монархістам перепон у такій діяльності не створювалося. «От тобі й свобода виборів… — розмірковує один із затриманих. — Подався до Соколовського: як таки, кажу, чорносотенцям воля, а нам і рота роззявить не дадуть». Соколовський знався на законах, а тому сподівався подати заяву «про всі неправди на виборах, про всі шахрайства „истинно русских“». Однак врешті-решт скінчилося все тим, що й Соколовського було кинуто до в'язниці. Отже, цим оповіданням автор доводив, що в імперській Росії не може бути й мови про права людей інших національностей, адже на кожному кроці слова «агітатор», «крамольник», «жид» промовляються жандармами майже як синоніми. Радивилівська суспільна атмосфера початку двадцятого століття відображена і в інших оповіданнях письменника.
Автор соціально-психологічних оповідань, переважно із селянського життя та українських визвольних змагань, п'єс, спогадів, мовознавчих розвідок; перекладач творів Еркмана-Шатріана, Р.Джованьйолі, Е.-Б.Сінклера, С.Лагерльоф, Е.Ожешко та ін. Неопублікованими лишилися його «Спогади лікаря» (1888—1929), роман «Перша руїна» з часів владимирського і суздальського князя Андрія Боголюбського, переклади романів Г.Сенкевича, Б.Пруса та ін. Його оповідання «Законник» перекладено російською мовою (1912), «Злочинниця» — угорською (1968).

## Видання
Через діяльність в УНР у радянський час (після згортання українізації) художня спадщина його замовчувалася, а твори було зараховано до «націоналістичних». Лише 1966 року, до століття від дня народження Левицького, львівське видавництво «Каменяр» випустило книжечку його оповідань. У серії «Бібліотека української літератури» 1989 року вийшов том «Українська новелістика кінця XIX — початку XX ст.», у який включено й п'ять його оповідань.
- Дещо до справи про вкраїнську письменницьку мову. — К., 1909.
- Дурисвіти: Пригоди з життя. — К., 1911. [Архівовано 7 серпня 2020 у Wayback Machine.]
- Дещо про сучасну стадію розвитку української літературної мови. — К., 1913.
- Рідна мова. — Біла Церква, 1917.
- Оповідання. — Т. 1. — Черкаси, 1918.
- Шкільні товариші: Оповідання. — Відень — Київ, 1920.
- Землиця рідна [та інші оповідання]. — Харків, 1926.
- Тяжка дорога [та інші оповідання]. — К., 1928.
- Оповідання // Антологія українського оповідання. — Т. 2. — К., 1960.
- Перша льгота. — Львів, 1966.
- В книзі: Образки з життя: Оповідання. Новели. Нариси. — Львів, 1989.
- Десять заповідів здоров'я / М. Левицький. − Вінниця: Село, 1917. − 10 с.
- Десять заповідів матерям (як доглядати й годувати малих дітей) / М. Левицький. − Вінниця: Село, 1917. − 10 с.
- Дещо про справи про вкраїнську письменницьку мову / М. Левицький. − Київ: Нове життя, 1912. − 14 с.
- Дещо про сучасну стадію розвитку української літературної мови / М. Пилипович [псевд.]. − Київ: Нове життя, 1913. − 52 с.
- Дурисвіти: пригоди з життя / М. Левицький. − Київ: Укр.-руська видавн. Спілка, 1911. − 48 с.
- За Коліївщини: іст. повість / М. Левицький. − 3-є вид. − Київ: Т-во «Просвіта» у Київі, 1907. − 48 с. : мал.
- Забув ; Перша льгота ; Деда: оповідання / М. Левицький. // Антологія українського оповідання: у 4 т. / редкол. : О. І. Білецький та ін. − Київ, 1961. − Т. 2. − С. 455−474.
- Землиця рідна: оповідання / М. Левицький. − Харків: Рух, 1926. − 84 с.
- Злочинниця : оповідання Модеста Левицького / М. Левицький. – 2-е вид. − [Київ : Час, 1914]. – 16 с. − (Серія 1; № 1).
- Конспект теорії мистецтва / М. Левицький. – Подєбради : [б.в.], 1923. − 22 с.
- Лікарський порадник: (епідеміологія − або наука про пошести): з малюнками / М. Левицький. − Санкт-Петербургъ : [Благотвор. о-во изд. общеполез. и дешевых кн.], 1913. − VIII, 184 с. : іл. − (Благотворительное общество изданий общеполезных и дешевых книг; № 69).
- Оповідання / М. Левицький. − Черкаси: Сіяч, 1918. − Т. І. − 268 с.
- Паки й паки : (про нашу літературну мову) / М. Левицький. − Відень ; Київ : [Наша Воля], 1920. − 67 с. − (Видавництво «Наша воля» ; ч. 3).
- Перша льгота / М. Левицький. − Львів: Каменяр, 1966. − 111 с.
- [Оповідання ] [Архівовано 13 серпня 2020 у Wayback Machine.] / М. П. Левицький // Українська новелістика кінця XIX — початку XX ст. : Оповідання. Новели. Фрагментарні форми (ескізи, етюди, нариси, образки, поезії в прозі) / упоряд. і приміт. Є. К. Нахліка ; ред. тому Н. Л. Калениченко. — Київ, 1989. — С. 253—287. — (Бібліотека української літератури: дожовтнева українська література; Т. 35). − ISBN 5-12-000460-1.
- Порівнююча граматика української мови / М. Левицький. − Відень ; Київ, 1921.− 48 с.
- Про холеру / М. Левицький. − Київ: Час, 1910. − 10 с.
- Рідна мова / М. Левицький. − Біла Церква: Друк. Рапопорта, 1917. − 15 с. − (Товариство «Просвіта» у Білій Церкві).
- Теорія українського письменства / М. Левицький. − Подєбради, 1923. − 34 с.
- Українська граматика для самонавчання / М. Левицький. − 3-тє вид., випр. і доп. − Катеринослав ; Ляйпціг; Берлін: Укр. вид-во в Катеринославі за допомогою Укр. Громад. Комітету в ЧСР, 1923. − 197 с.
- Українська читанка: підручник на ІІ ступінь курсів для дорослих / М. Левицький. — Рівне, 1930. — 120 с.
- Шкільні товариші : оповідання / М. Левицький. − Відень ; Київ : [б. в.], 1920. − 32 с. − (Видавництво «Наша воля» ; ч.1).
- Язык, наречие или говор? / М. Левицький. − Черкаси: Сіяч, 1918. − 32 с.
- Як писати службові папери українською мовою / М. Левицький. — Черкаси: Сіяч, 1917. − 32 с.
- Як рятуватися при наглих випадках та каліцтвах / М. Левицький ; Товариство «Просвіта» у Києві. − Київ : [б.в.], 1906. − 24 с. : іл.
- Левицький М. Українська граматика для самонавчання / Мод. Левицький. — Вид. 3-тє, виправл. й доповн. — Катеринослав ; Ляйпціґ: Укр. вид-во в Катеринославі, 1923?. — 197 с. [Архівовано 13 серпня 2020 у Wayback Machine.]
- Твори у перекладах М. Левицького
- Аш  Ш. Бог помсти: драма на 3 дії / Ш. Аш ; переклав М. Левицький. ‒ Київ: Друк. 1-ї Київ. спілки друкар. справи, 1911. ‒ 53 c.
- Ожешко Е. Хам / Е. Ожешко ; пер. з пол. М. і З. Левицьких. ‒ 2-е вид. ‒ Черкаси: Сіяч, 1917. ‒ 248 с. ‒ (Видавництво «Сіяч»"; № 15).
- Хадзопуло К. В темряві / К. Хадзопуло ; пер. з грец. М. Левицький. ‒ Відень ; Київ : [б.в.], 1920. − 42 c. − (Видавництво «Наша Воля» ; ч. 4).
- Левицький М. Конспект теорії письменства / М. Левицький. — Подебради: Вид. Т-ва при У. Г. Акад., 1923. — 61 с. [Архівовано 7 серпня 2020 у Wayback Machine.]

## Пам'ять
- 1992 року в Луцьку споруджено пам'ятник.
- Луцькій гімназії № 4 розпорядженням Кабінету Міністрів України від 27.01.2010 р. присвоєне ім'я Модеста Левицького.
- Є вулиця Модеста Левицького у місті Ковелі.
- У містечку Радивилові одна з вулиць носить ім'я Модеста Левицького
- У місті Боярці перейменовано вулицю Колгоспну на вулицю Модеста Левицького.

## Родина
Дружина — Зінаїда Левицька

Син — Левицький Віктор Модестович

Онук — Василь Левицький